# 1933 Tinchen
1933 Tinchen eller 1972 AC är en asteroid i huvudbältet som upptäcktes den 14 januari 1972 av den tjeckiske astronomen Luboš Kohoutek vid Bergedorf-observatoriet. Den har fått sitt namn efter upptäckarens fru, Christine Kohoutek.
Asteroiden har en diameter på ungefär 4 kilometer och den tillhör asteroidgruppen Vesta.